# دا سيلفا (مغني)
دا سيلفا (بالفرنسية: Da Silva)‏ هو مغني ومغن مؤلف فرنسي، ولد في 15 أبريل 1976 في نيفير في فرنسا.

## وصلات خارجية
- الموقع الرسمي
- دا سيلفا على موقع ميوزك برينز (الإنجليزية)
- دا سيلفا على موقع ديسكوغز (الإنجليزية)